# Ippolito Radaelli
Ippolito Radaelli (Venezia, 11 luglio 1883 – Venezia, 23 novembre 1964) è stato un militare e avvocato italiano.

## Biografia

### La grande guerra
Radaelli prese parte alla prima guerra mondiale come ufficiale di complemento del battaglione "Pieve di Cadore" del 7º Reggimento alpini. Mentre a valle si svolgeva la battaglia di Vittorio Veneto il reparto di Radaelli fu investito dall'offensiva austro-ungarica sul monte Solarolo. Nel corso della battaglia Radaelli fu ferito alla testa e fu decorato con la medaglia d'argento al valor militare.
Della sua esperienza lasciò il proprio diario:"Diario di guerra del Cap. alp. Ippolito Radaelli sul Btg. alp. "Pieve di Cadore" nella I G.M."

### Il primo dopoguerra

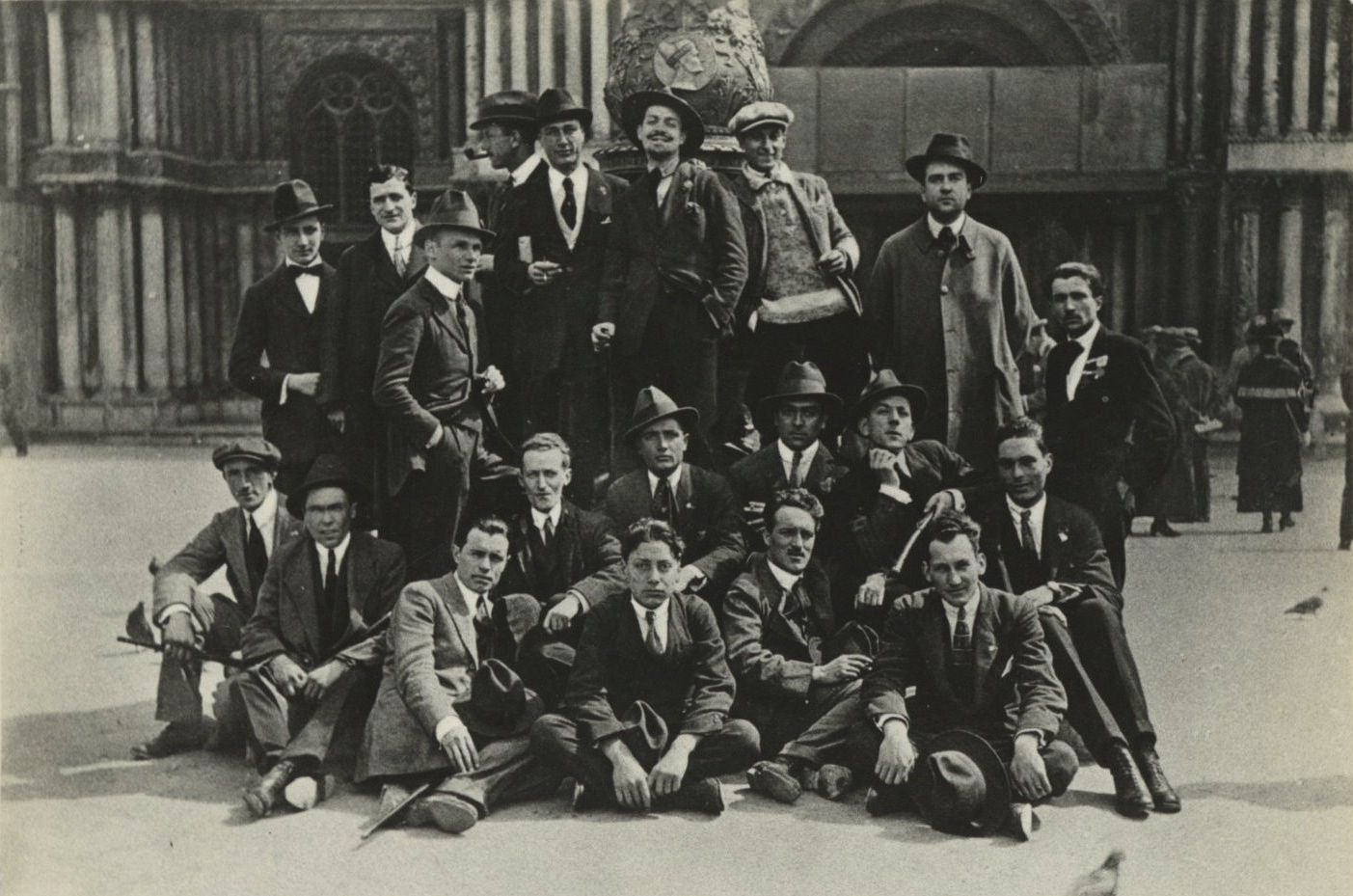
Radaelli nel 1921 insieme a Italo Balbo e Umberto Albini davanti alla Basilica di San Marco

Nel 1919 aderì ai Fasci italiani di combattimento e prese parte alle squadre d'azione. In seguito divenne segretario politico di Venezia e comandante delle squadre d'azione cittadine, ma proprio la contrarietà di Radaelli alle violenze cui si lasciarono andare gli squadristi veneziani lo misero in urto con gli elementi più estremisti che infine lo spinsero alle dimissioni alla fine di giugno 1921. Il 10 giugno 1922 insieme a molti fascisti veneziani della prima ora vicini a Pietro Marsich prese parte alla costituzione di un "Fascio autonomo" che si sciolse il 30 luglio per riconfluire nel partito.
Il 18 maggio 1924 Radaelli, vicino a Pietro Marsich, fu nominato segretario cittadino del Partito Nazionale Fascista di Venezia. Nel 1928, con la nomina di Pietro Orsi, primo podestà di Venezia, Radaelli fu scelto come vice. In seguito Radaelli divenne presidente dell'Associazione Nazionale Alpini di Venezia.

### La seconda guerra mondiale
Dopo l'armistizio dell'8 settembre 1943 Radaelli aderì alla Repubblica Sociale Italiana.
Dopo la morte del tenente colonnello Renato Perico assunse formalmente il comando del Battaglione "Cadore" nell'aprile 1944. Nello stesso mese, dopo che si era costituito il battaglione, il reparto fu spostato in Emilia presso il Centro addestramento reparti speciali per l'addestramento e inserito nel Raggruppamento cacciatori degli Appennini come II° battaglione alpini "Cadore".
Ai primi di agosto Radaelli assunse il comando effettivo del battaglione

#### Ad Alba
Il 3 ottobre il "Cadore" fu inviato di presidio nella città di Alba dove gli alpini furono ben accolti dalla popolazione e Radaelli occupò la sede del comando che si trovava nell'istituto scolastico.
Dopo breve tempo l'8 ottobre arrivò da parte del capo della Provincia Antonio Galardo l'ordine di trasferimento a Bra per il 10 ma venuto a conoscenza della notizia il commissario prefettizio di Alba Pietro Bianco chiese un incontro con Radaelli comunicandogli il timore che non essendo previsto l'arrivo di un nuovo presidio la città sarebbe stata ingovernabile o sarebbe stata occupata dai partigiani che già cingevano l'abitato. Radaelli preoccupato cercò di convincere Galardo all'invio di nuove truppe presidiarie ma non fu possibile. Il 9 ottobre Radaelli incontrò il vescovo di Alba Luigi Maria Grassi al quale espresse i propri timori per la città e comunicando che dopo aver sentito i propri superiori si era giunti alla soluzione che sarebbe stato meglio cedere pacificamente la città ai partigiani autonomi del maggiore Mauri. Il vescovo Grassi, fermamente intenzionato ad evitare ogni spargimento di sangue, raccontò nel suo libro autobiografico "La tortura di Alba e dell'albese" che decise di mettersi a disposizione delle parti in causa come mediatore.
Nel giro di poche ore avvenne l'incontro alla sede vescovile tra Radaelli e il tenente "Carletto" degli autonomi e fu deciso un trapasso indolore e l'uscita dalla città del battaglione. Nel corso della trattativa, secondo la relazione stesa dal comandante partigiano Piero Balbo "Poli", "Carletto" propose a Radaelli il passaggio del suo reparto alle formazioni partigiane ma Radaelli si rifiutò dichiarandosi apertamente "fascista e squadrista". Nonostante gli accordi presi il mattino i partigiani garibaldini che approfittando del vuoto di potere erano già penetrati in città e bloccando tutte le vie avevano intimato la resa al presidio e Radaelli dovette telefonare al vescovo chiedendone l'intervento. La situazione fu sbloccata dall'arrivo dei partigiani autonomi che fecero rispettare gli accordi. Nel primo pomeriggio Radaelli, alla testa della 68ª compagnia uscì dal complesso scolastico e lasciò la città per Bra. Intanto nella città fu proclamata la Repubblica partigiana di Alba. Nelle proprie memorie il maggiore Mauri raccontò in seguito di essere stato lui ad intimare la consegna della città a Radaelli ma di aver accettato la mediazione del vescovo dopo averne visto i suoi tentennamenti.
La scelta di Radaelli di cedere la città fu duramente criticata dai comandi della RSI e l'atmosfera non favorevole fu peggiorata dalla fuga di alcuni giovani che dopo essere stati rastrellati a Bra dai tedeschi erano stati fatti arruolare da Radaelli nel "Cadore" per sottrarli all'invio in Germania e la scomparsa di dieci alpini che erano stati sequestrati dai partigiani il 26 ottobre. Il 6 novembre il tenente colonnello Radaelli lasciò il comando e rientrò al Centro addestramento reparti speciali di Conegliano. Al comando del battaglione fu assegnato il capitano Alberto Aurili.

### Il dopoguerra
Nel dopoguerra Radaelli svolse l'attività di avvocato e tornò a presiedere fino alla morte l'Associazione Nazionale Alpini di Venezia, la quale in seguito gli fu intitolata.

## Opere
- Diario di guerra del Cap. alp. Ippolito Radaelli sul Btg. alp. "Pieve di Cadore" nella I G.M."[4]